# Puma (Polizeieinheit)

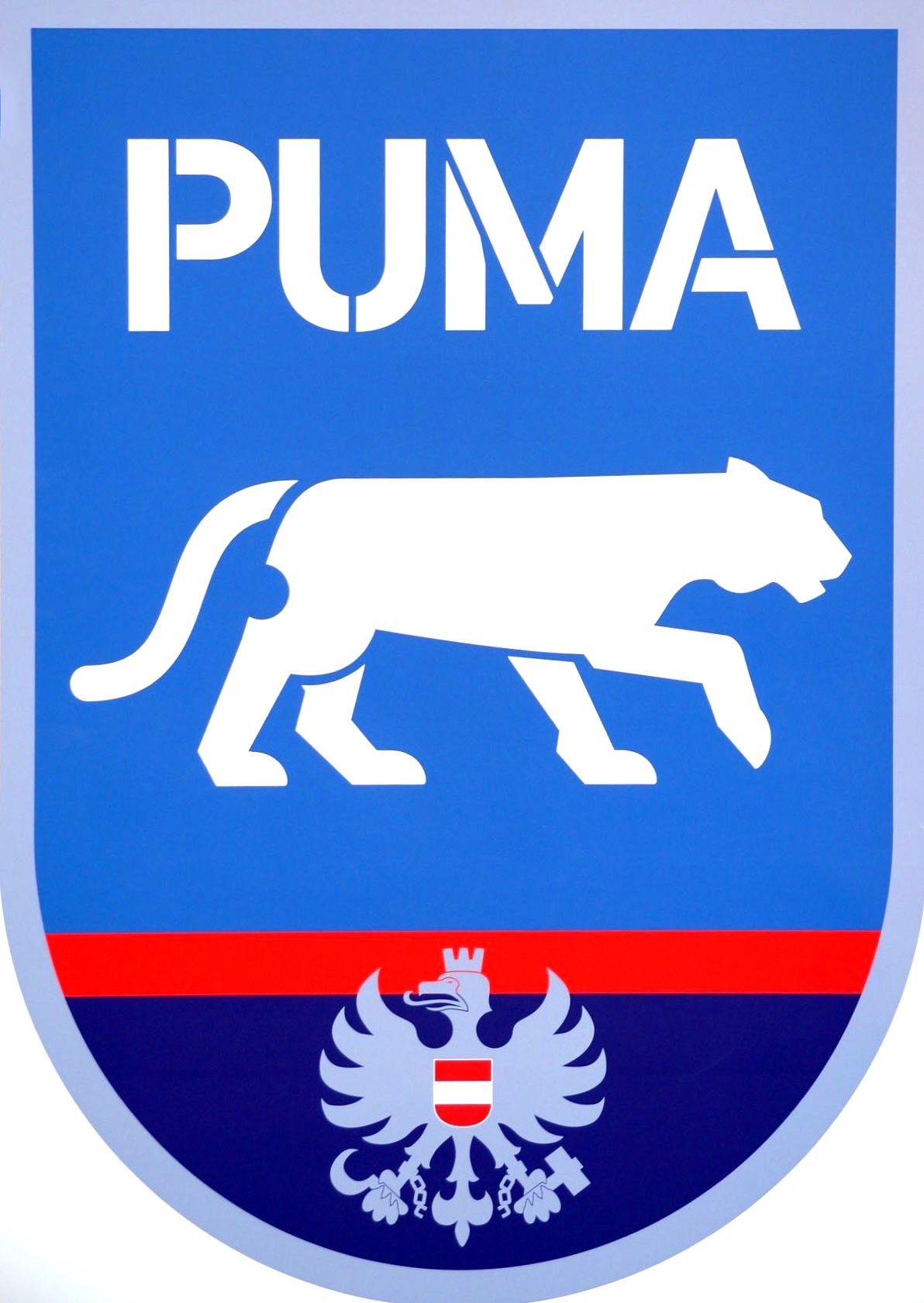
Einheitsabzeichen der grenzpolizeilichen Einheit PUMA

Die Polizeieinheit Puma ist eine im Jahr 2018 aufgestellte fremden- und grenzpolizeiliche Einheit der österreichischen Polizei, die dem Grenzschutz dient und bei jeder Landespolizeidirektion eingerichtet ist.

## Entstehung und Geschichte
Die Einheit wurde im Jahr 2018 durch Bundesminister Herbert Kickl für den Grenzschutz aufgestellt. Kickl betonte die Notwendigkeit einer entsprechenden Einheit, um die Bundesgrenze in Ernstfällen rasch sichern zu können, um Situationen wie im Herbst 2015, wo die österreichische Grenze in wenigen Stunden von mehreren tausend Personen illegal übertreten wurde, zu verhindern.
Im Juni 2018 wurde unter dem Namen Pro Borders öffentlichkeitswirksam eine erste Übung der neuen Einheit am Grenzübergang Spielfeld in der Steiermark gemeinsam mit Soldaten und Gerät (insbesondere Hubschraubern) des Bundesheeres abgehalten, die auch international (z. B. in Deutschland und Slowenien) beachtet wurde. Der Übung wohnten unter anderem Innenminister Kickl, Verteidigungsminister Mario Kunasek sowie der steirische Landeshauptmann Hermann Schützenhöfer bei.
Bei ihrer Aufstellung wurden der Einheit ca. 400 Beamte zugeordnet; diese Zahl soll im Lauf der Zeit auf 600 erhöht werden.

## Aufgaben
Die vorrangige Aufgabe der Einheit ist die Kontrolle der österreichischen Staatsgrenzen. Weiters soll die Einheit im Bedarfsfall innerhalb von 24 Stunden bis zu 600 Beamte für den Grenzschutz mobilisieren und zusammenziehen können. In Vorarlberg sollen Beamte auch am Bodensee patrouillieren. Eine weitere Aufgabe ist das Vorgehen gegen grenzüberschreitende Kriminalität. Wenn es notwendig erscheint, sollen die EU-Binnengrenzen wieder durchgehend kontrolliert werden.

## Kritik
Die Einheit stand seit ihrer Gründung in der medialen und politischen Kritik. Es wurde als „kurios“ bezeichnet, dass es eine Generalprobe schon vor der Übung in Spielfeld gab, um die Übung medienwirksam gelingen zu lassen. Mit der Anfertigung eines Logos wurde die FPÖ-nahe Signs Werbeagentur GmbH vom Innenministerium beauftragt, wobei auf eine öffentliche Ausschreibung verzichtet wurde.